# The Wimpy Kid Movie Diary
The Wimpy Kid Movie Diary (no Brasil, Diário de um Banana: O Livro do Filme; em Portugal, O Diário de um Banana... e o Filme)  é um livro-filme por Jeff Kinney sobre o making of do filme de 2010 Diary of a Wimpy Kid, estrelado por Zachary Gordon como Greg e Robert Capron como Rowley. Ao contrário dos outros livros, ela não é fictícia.

## Fundo
Ela começa com a forma como a série foi criada. Em seguida, mostra como eles gradualmente preparam o filme para a filmagem, como a escolha do elenco, escrevendo o roteiro, e encontrar o local certo. 
Quando se fala sobre as filmagens, outros temas são tecidos dentro, especialmente o tempo de inatividade dos atores e concepção de adereços. Ele também tem algumas reflexões sobre os atores que saem antes que fala sobre pós-produção.
O livro já está atualizado com a informação por trás de cenas de Diary of a Wimpy Kid: Rodrick Rules e Diary of a Wimpy Kid: Dog Days (no Brasil e em Portugal, Diary of a Wimpy Kid e Diary of a Wimpy Kid: Rodrick Rules).